# Aegle (bướm đêm)
Aegle là một chi bướm đêm thuộc họ Noctuidae.

## Các loài
- Aegle agatha
- Aegle diatemna
- Aegle eberti
- Aegle exquisita
- Aegle flava
- Aegle gratiosa
- Aegle hedychroa (Turner, 1904)
- Aegle iranica
- Aegle koekeritziana (Hübner, [1799])
- Aegle limbobrunnea
- Aegle lineata
- Aegle margarita
- Aegle matutinalis
- Aegle mimetes
- Aegle nubila (Staudinger, 1891)
- Aegle ottoi
- Aegle petroffi
- Aegle rebeli
- Aegle subflava (Erschov, 1874)
- Aegle transversa
- Aegle vartianorum
- Aegle vespertalis
- Aegle vespertina
- Aegle vespertinalis